# Kamala Harris
Kamala Devi Harris (pronunciación en inglés: /ˈkɑːmələ ˈdeɪvi ˈhærɪs/; Oakland, California, 20 de octubre de 1964) es una política progresista y abogada estadounidense. Miembro del Partido Demócrata, fue la 49.ª vicepresidenta de los Estados Unidos desde el 20 de enero de 2021 hasta el 20 de enero de 2025 bajo la presidencia de Joe Biden. 
Es la primera mujer y la primera persona afroestadounidense y de ascendencia india en ocupar la vicepresidencia y la funcionaria elegida de más alto rango en la historia de los Estados Unidos. Antes, desde 2017 hasta 2021, fue la primera senadora indoestadounidense de los Estados Unidos, representando a California.  Previamente a su elección al Senado, ejerció como fiscal general de California entre 2011 y 2017. Fue candidata en las elecciones presidenciales de 2024, en las que resultó ganador su rival, Donald Trump.
Harris se convirtió en vicepresidenta el 20 de enero de 2021 junto al presidente electo Joe Biden, tras derrotar al entonces mandatario en ejercicio, Donald Trump, y al vicepresidente Mike Pence en las elecciones presidenciales de 2020. Además de ser la primera mujer en ocupar la Vicepresidencia de los Estados Unidos, es la primera persona con ascendencia afrocaribeña y tamil en ocuparla.
Nacida en Oakland, California, Harris se graduó de la Universidad Howard y del Hastings College of the Law, una Facultad de Derecho adscrita a la Universidad de California. Comenzó su carrera en la Oficina del Fiscal de Distrito del Condado de Alameda, antes de ser reclutada para la Oficina del Fiscal de Distrito de San Francisco y luego para la Oficina del Fiscal de la Ciudad de San Francisco. En 2003 fue elegida fiscal del distrito de San Francisco. Años después fue elegida fiscal general de California en 2010 y reelegida en 2014. En representación de California, Harris ganó las elecciones al Senado de 2016, convirtiéndose en la segunda mujer afroamericana y la primera de ascendencia india en servir en el Senado de Estados Unidos. Como senadora, abogó por el control de armas, la legalización federal del cannabis, reformas al sistema de salud y a los impuestos, un camino hacia la ciudadanía para algunos inmigrantes indocumentados, y la Ley DREAM. Adquirió, además, un perfil nacional por sus agudos cuestionamientos a los funcionarios de la administración Trump durante las audiencias del Senado.
Harris buscó la nominación presidencial demócrata de 2020, pero se retiró de la contienda antes de las primarias. Sin embargo, el exvicepresidente Joe Biden eligió a Harris como su compañera de fórmula el 11 de agosto de 2020, resultando ganadores en las elecciones de noviembre de ese año. Después de que Biden se retirara de las elecciones presidenciales de 2024, Harris lanzó su propia campaña presidencial con el respaldo de Biden y se convirtió en la candidata del Partido Demócrata a la presidencia. Luego, eligió al gobernador de Minnesota Tim Walz como su compañero de fórmula.
En la elección general celebrada el 5 de noviembre, Harris y Walz fueron derrotados por la fórmula del partido Republicano del expresidente Donald Trump y el senador por Ohio J. D. Vance, tanto en el colegio electoral como en el voto popular, siendo en esta última instancia la primera demócrata en 20 años en perder desde John Kerry en 2004.

## Infancia y juventud (1964-1990)
Kamala Devi Harris, nació el 20 de octubre de 1964, en Oakland en el estado de California, es hija de Donald Harris que es de nacionalidad jamaicana y de Shyamala Gopalan que es de nacionalidad india y del pueblo tamil. Su madre, Shyamala Gopalan Harris, fue una científica especialista en cáncer de mama que emigró a los Estados Unidos desde Madrás (hoy Chennai) en 1960. Shyamala eligió darle a sus hijas nombres sánscritos, Kamala y Maya, derivados de la mitología hindú para ayudar a preservar su identidad cultural. Su padre, Donald Harris, es un profesor de economía de la Universidad Stanford que emigró de Jamaica en 1961 para cursar estudios de posgrado en economía en la Universidad de California en Berkeley. Al recordar las vidas de sus abuelas, Donald Harris escribió que una estaba emparentada con un propietario de plantación y de esclavizados, mientras que la otra tenía ascendencia desconocida. En una entrevista de 2019, Kamala Harris dijo: «Soy negra y estoy orgullosa de ello».
La familia de Harris vivió en Berkeley (California), donde sus padres asistieron a la escuela de posgrado. Ella fue cercana a su abuelo materno, P. V. Gopalan, un diplomático indio. Cuando era niña, a menudo visitaba a su familia que vivía en Besant Nagar en Chennai, Tamil Nadu. Harris creció asistiendo tanto a una iglesia bautista negra como a un templo hindú. Ella tiene una hermana menor, Maya Harris. Ambas cantaban en un coro bautista.
Harris acudió al jardín de infancia durante el segundo año del programa de autobuses de integración escolar de Berkeley, que fue pionero en el uso extensivo de autobuses para contribuir al equilibrio racial en cada una de las escuelas públicas de la ciudad; un autobús la llevó a una escuela a la que dos años antes asistían mayoritariamente menores blancos en un 95 %. Sus padres se divorciaron cuando ella tenía siete años, y su madre asumió la custodia de sus hijas. Después del divorcio, cuando Harris tenía doce años, su madre se mudó con las niñas a Montreal, Quebec, Canadá, donde aceptó un puesto de investigación científica en el Hospital General Judío y enseñanza en la Universidad McGill. Harris fue inscrita en una escuela para hablantes nativos de francés.
Cuando era adolescente, cofundó una pequeña compañía de danza de seis bailarines que actuaban en un centro comunitario y en eventos para recaudar fondos. En la Escuela Secundaria Westmount en Westmount, Quebec, fue una estudiante popular.
Terminado el High School en 1981, se graduó en ciencia política y economía en la Universidad Howard, en Washington D. C. En Howard, fue elegida para el consejo estudiantil de artes liberales como representante de la clase del primer año, fue miembro del equipo de debate y se unió a la hermandad afroestadounidense Alpha Kappa Alpha.
En 1989, regresó a California donde obtuvo el Juris Doctor (J.D.) del Hastings College of the Law, una Facultad de Derecho adscrita a la Universidad de California. Fue admitida en la Asociación de Abogados del Estado de California en 1990.

## Inicios de carrera (1990-2004)
Harris se desempeñó como fiscal de distrito adjunta en el Condado de Alameda, California, desde 1990 hasta 1998. Buscó una carrera en materia de orden público porque quería estar «en la mesa donde se toman las decisiones». Durante este tiempo participó en varias juntas estatales. En el año 2000, la fiscal de la ciudad electa de San Francisco, Louise Renne, reclutó a Harris para que se uniera a su despacho, donde fue jefe de la División de Vecindarios y Comunidades encargada de supervisar los asuntos de cumplimiento del código civil.

## Fiscal de distrito de San Francisco (2004-2011)

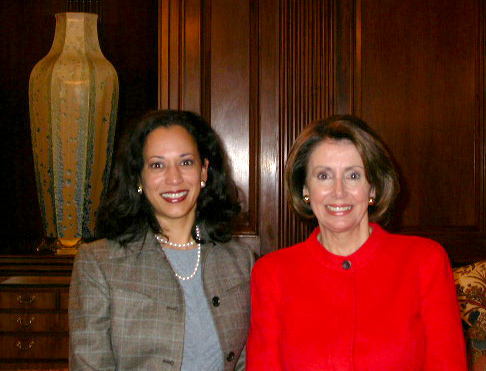
Harris con la Congresista Nancy Pelosi, poco después de convertirse en la fiscal de Distrito de San Francisco, 2004.

Harris derrotó a Terence Hallinan, titular de dos mandatos, en las elecciones de 2003 para convertirse en fiscal de distrito de la ciudad y el condado de San Francisco.
En abril de 2004, el oficial del Departamento de Policía de San Francisco, Isaac Espinoza, fue asesinado a tiros en el cumplimiento de su deber. Tres días después, Harris anunció que no pediría la pena de muerte para el acusado, lo que enfureció a la Asociación de Oficiales de la Policía de San Francisco. Durante el funeral del Oficial Espinoza en la Catedral de Santa María, la senadora de los Estados Unidos y exalcaldesa de San Francisco, Dianne Feinstein, subió al púlpito y exhortó a Harris, que estaba sentada en primera fila a que asegurara la pena de muerte, lo que provocó una ovación de pie de los 2000 policías uniformados presentes. Sin embargo, Harris mantuvo su negativa. El asesino del oficial Espinoza fue declarado culpable y condenado a cadena perpetua.
En 2004, como fiscal de distrito, Harris comenzó la iniciativa Back On Track, un programa de re-inserción para delincuentes no violentos sin antecedentes criminales. Los participantes de la iniciativa se declararon culpables a cambio de un aplazamiento de la sentencia y comparecencias regulares ante un juez durante un período de un año. Los participantes que lograran obtener un diploma de equivalencia de escuela secundaria, mantener un empleo estable, tomar clases de crianza y pasar las pruebas de detección de drogas tendrían sus registros borrados. Durante ocho años, el programa produjo menos de trescientos graduados, pero logró una tasa de reincidencia muy baja. En 2009, Arnold Schwarzenegger promulgó la «Ley de Reinserción Back On Track», una ley estatal que alienta a otros condados a comenzar programas con un modelo similar a la iniciativa de Harris. El programa tuvo cierta controversia porque inicialmente incluía a inmigrantes ilegales, entre ellos uno, Alexander Izaguirre, quien luego fue arrestado por asalto. Más tarde, dijo que permitir a personas no elegibles para trabajar en los Estados Unidos fue un error, y modificó el programa para prohibir a cualquiera que no pudiera trabajar legalmente en los Estados Unidos.
En 2007, Harris fue reelegida como fiscal de distrito al postularse sin oposición.
Un artículo del New York Times de 2008 que enumeró a las mujeres que podrían tener el potencial de convertirse en presidentes de los Estados Unidos, incluyó a Harris, sugiriendo que tenía una reputación de «luchadora dura».

## Fiscal general de California (2011–2017)

### Elecciones

#### 2010

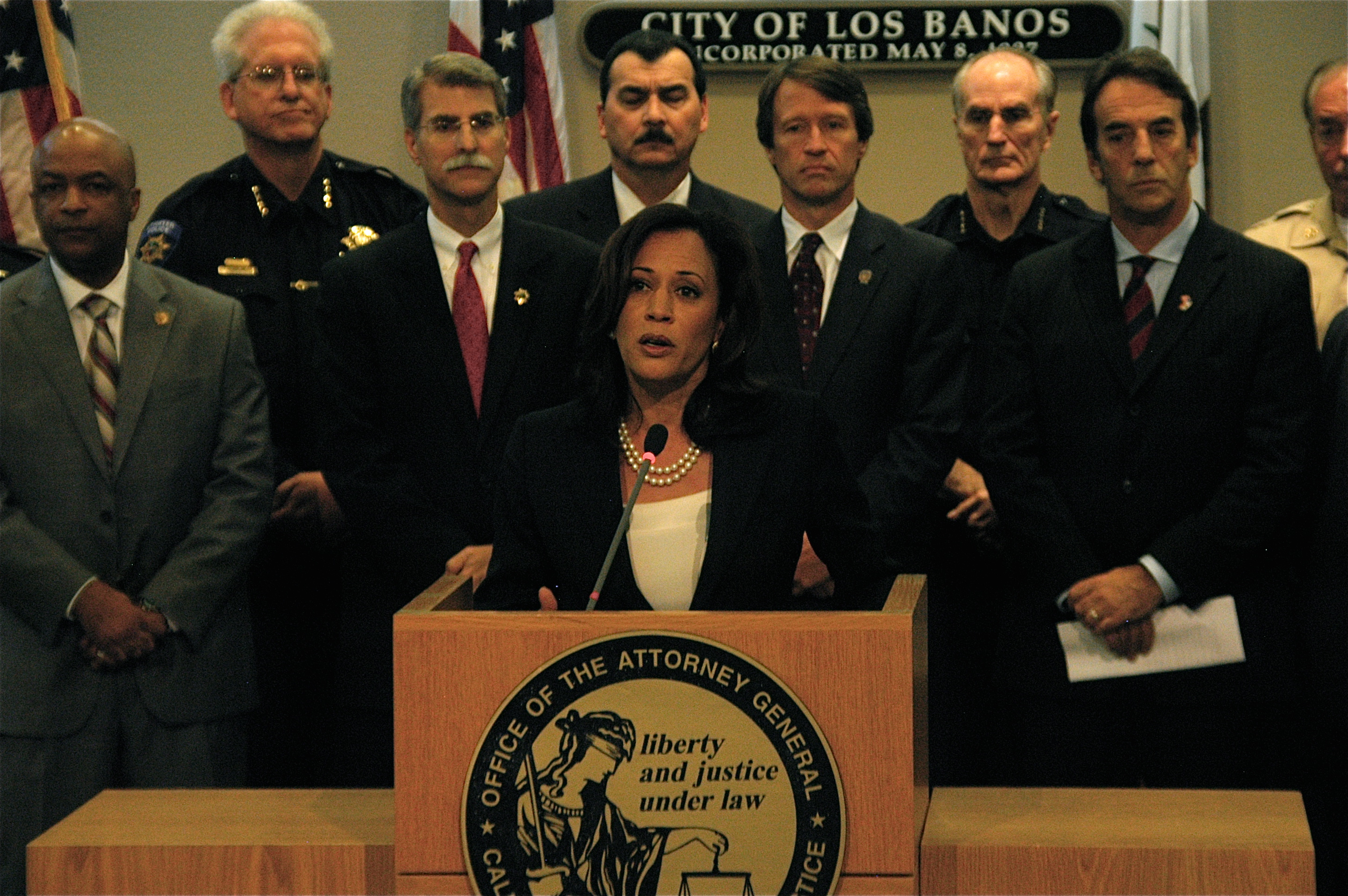
Fiscal General Harris anunciando el arresto de 101 pandilleros en Los Banos, California.

El 12 de noviembre de 2008, Harris anunció su candidatura a fiscal general de California. Las dos senadoras de California, Dianne Feinstein y Barbara Boxer, la presidenta de la Cámara de Representantes Nancy Pelosi, la cofundadora de United Farm Workers, Dolores Huerta, y el alcalde de Los Ángeles, Antonio Villaraigosa, la respaldaron durante las primarias. En las primarias del 8 de junio de 2010, fue nominada con el 33.6 % de los votos, derrotando a Alberto Torrico y Chris Kelly.
En las elecciones generales, enfrentó al fiscal de distrito del condado de Los Ángeles, el republicano Steve Cooley, quien lideró la mayor parte de la contienda. Cooley se presentó como no partidista, distanciándose de la campaña de Meg Whitman a gobernadora. La elección se llevó a cabo el 2 de noviembre, pero después de un período prolongado de conteo de las boletas provisionales y por correo, Cooley aceptó la derrota el 25 de noviembre. Harris prestó juramento el 3 de enero de 2011; es la primera mujer, la primera afroamericana y la primera surasiática estadounidense en ocupar el cargo de fiscal general en la historia del estado.

#### 2014
Harris anunció su intención de postularse para la reelección en febrero de 2014 y presentó la documentación para hacerlo el 12 de febrero. El Sacramento Bee, Los Angeles Daily News, y Los Angeles Times la respaldaron para la reelección.
El 4 de noviembre del mismo año, Harris fue reelegida contra el republicano Ronald Gold, ganando el 57.5 % de los votos frente al 42.5 %.
Según la revista Nueva Sociedad, en su rol de fiscal de distrito y general Harris promovió políticas legales generalmente progresistas en temas ambientales y de igualdad de derechos, y al mismo tiempo «duras con el delito».

## Senado de los Estados Unidos (2017-2021)

### Elección

Logo de su campaña al Senado, 2016

Después de 24 años como senadora junior de California, la senadora Barbara Boxer (D-CA) anunció su intención de retirarse del Senado de los Estados Unidos al final de su mandato en 2016. Harris fue la primera candidata en declarar su intención de postularse para el escaño de Boxer en el Senado. Harris anunció oficialmente el lanzamiento de su campaña el 13 de enero de 2015. Harris fue una fuerte contendiente desde el comienzo de su campaña: semanas después de que anunciara su campaña, una encuesta de Public Policy Polling mostró que lideraba un hipotético enfrentamiento contra el alcalde de Los Ángeles Antonio Villaraigosa, de 41 % contra un 16 %. Funcionarios electos estatales antiguos y en ejercicio como John Chiang, John Garamendi, Bill Lockyer, Gavin Newsom y Alex Padilla declinaron postular.
En febrero de 2016, el Partido Demócrata de California votó en su convención para respaldar a Harris, quien recibió casi el 80% de los votos. Tres meses después, el gobernador Jerry Brown la respaldó.
En las primarias del 7 de junio, Harris quedó en primer lugar con el 40% de los votos y ganó por mayoría simple en la mayoría de los condados. El 19 de julio, el presidente Barack Obama y el vicepresidente Joe Biden respaldaron a Harris.
Harris se enfrentó a la congresista y correligionaria demócrata Loretta Sánchez en la elección general. Fue la primera vez que un republicano no apareció en una elección general para el Senado desde que California comenzó a elegir senadores de forma directa en 1914. En las elecciones de noviembre de 2016, Harris derrotó a Sánchez, consiguiendo más del sesenta por ciento de los votos, llevándose todos menos cuatro condados. Después de su victoria, prometió proteger a los inmigrantes de las políticas del presidente electo Donald Trump y anunció su intención de permanecer en el cargo de fiscal general hasta finales de 2016.

## Elecciones presidenciales de 2020

### Campaña presidencial

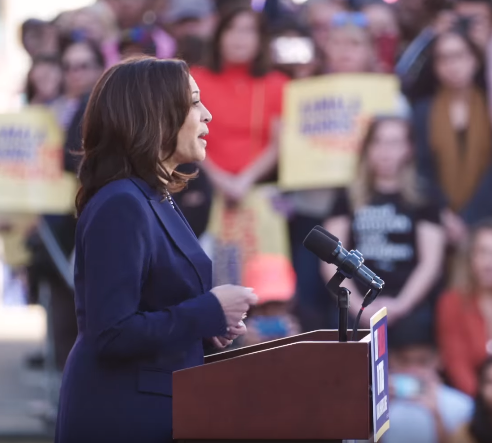
Harris anunciando su candidatura presidencial, 27 de enero de 2019.

Harris había sido considerada una de las principales contendientes y potencial favorita para la nominación demócrata de 2020 a la presidencia. En junio de 2018, fue citada afirmando que «no lo descartaba». A partir de julio del mismo año, invirtió más en publicidad en Facebook que cualquier otro senador. En el mismo mes, se anunció que publicaría un libro de memorias, otra señal de una posible candidatura. Harris también hizo campaña para candidatos en Míchigan, Pensilvania y Carolina del Sur.
El 21 de enero de 2019, Harris anunció oficialmente su candidatura para presidenta de los Estados Unidos en las elecciones presidenciales de Estados Unidos de 2020. Durante las primeras 24 horas después de su anuncio, empató un récord establecido por Bernie Sanders en 2016 de la mayor cantidad de dinero recaudado en el día siguiente al anuncio. Sin embargo, Sanders más tarde superó este récord al anunciar su campaña presidencial de 2020. El 27 de enero, según estimaciones de la policía local, más de 20.000 personas asistieron al lanzamiento formal de su campaña en su ciudad natal de Oakland (California).
Durante el primer debate presidencial demócrata en junio de 2019, Harris confrontó al exvicepresidente Joe Biden por los comentarios «hirientes» que hizo, hablando con cariño de los senadores que se opusieron a los esfuerzos de integración en la década de 1970 y trabajaron con ellos para oponerse al transporte escolar obligatorio. El apoyo de Harris aumentó entre seis y nueve puntos en las encuestas posteriores a ese debate. En el segundo debate en agosto, Harris fue confrontada por Biden y la congresista Tulsi Gabbard por su historial como fiscal general. El San Jose Mercury News consideró que algunas de las acusaciones de Gabbard y Biden eran acertadas, como la de haber bloqueado las pruebas de ADN de un preso condenado a muerte, mientras que otras no resistieron escrutinio. Inmediatamente después, Harris cayó en las encuestas luego de ese debate. Durante los meses siguientes, sus cifras en las encuestas cayeron a un solo dígito. En un momento en que los liberales estaban cada vez más preocupados por los excesos del sistema de justicia penal, Harris enfrentó críticas de reformadores por las políticas duras contra el crimen que siguió mientras era fiscal general de California. Por ejemplo, en 2014, decidió defender la pena de muerte de California en los tribunales.
Antes y durante su campaña presidencial, se formó una organización informal en línea que usaba el hashtag #KHive para apoyar su candidatura y defenderla de ataques racistas y sexistas. Según el Daily Dot, la conductora Joy Reid usó el término por primera vez en agosto de 2017 en un tuit que decía «@DrJasonJohnson @ZerlinaMaxwell y yo tuvimos una reunión y decidimos que se llamaría K-Hive».
El 3 de diciembre del mismo año, Harris retiró su candidatura por la nominación demócrata de 2020, citando una escasez de fondos. En marzo de 2020, Harris respaldó a Joe Biden para presidente.

### Campaña vicepresidencial

Logo de campaña de la fórmula Biden–Harris.

En mayo, miembros de alto rango del Caucus Negro del Congreso respaldaron la idea de una fórmula Biden-Harris. A fines de febrero, Biden ganó una victoria aplastante en las primarias demócratas de Carolina del Sur de 2020 con el respaldo del coordinador de la Cámara de Representantes Jim Clyburn, con más victorias el Supermartes. A principios de marzo, Clyburn sugirió que Biden eligiera a una mujer negra como compañera de fórmula y comentó que «las mujeres afroamericanas debían ser recompensadas por su lealtad». En marzo, Biden se comprometió a elegir a una mujer como compañera de fórmula.
El 17 de abril de 2020, Harris respondió a las especulaciones de los medios y dijo que «sería un honor» ser la compañera de fórmula de Biden. A fines de mayo, en relación con la muerte de George Floyd y las protestas y manifestaciones consiguientes, Biden enfrentó renovados llamados para seleccionar a una mujer negra como su compañera de fórmula, destacando las credenciales policiales de Harris y Val Demings.

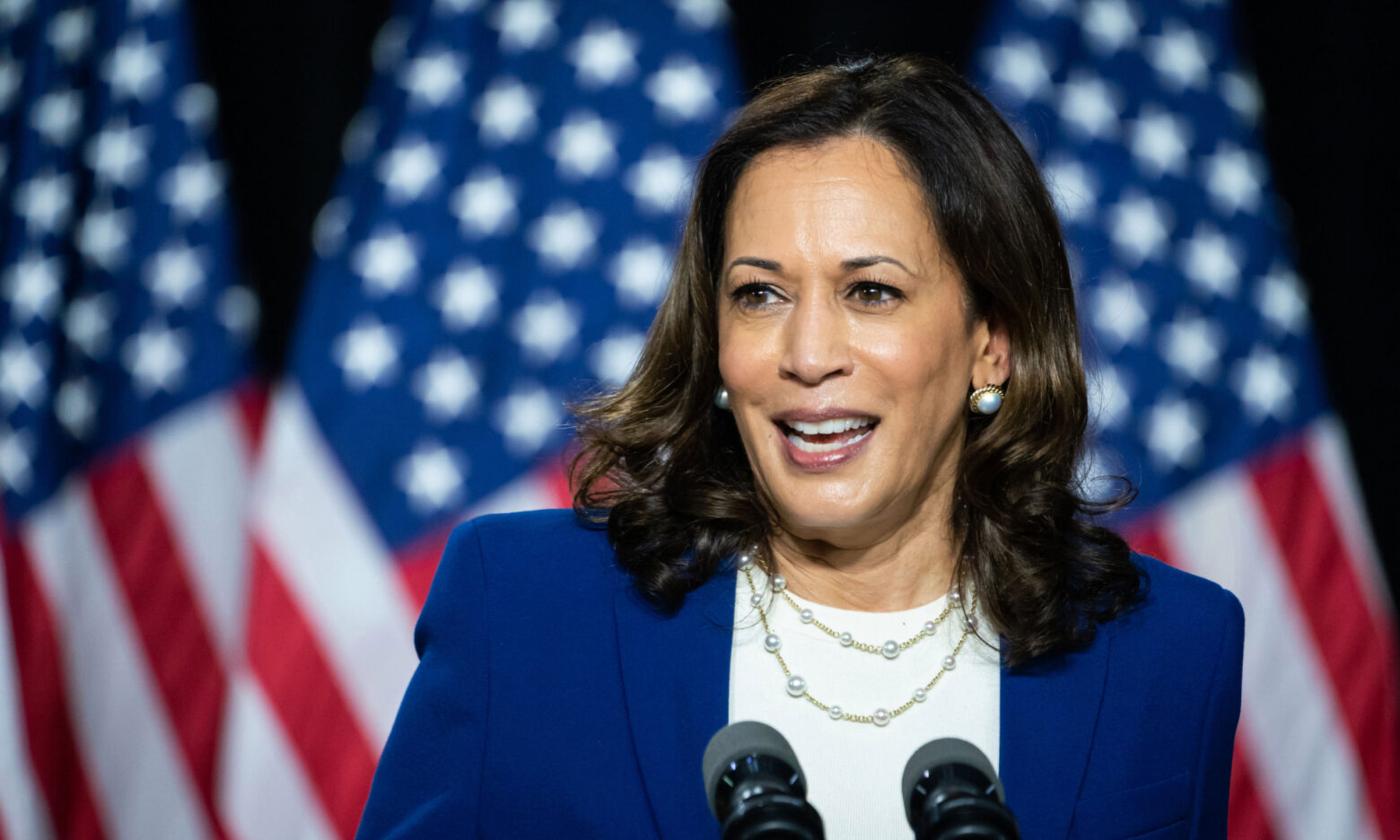
Harris anuncia su candidatura a vicepresidenta en Wilmington, Delaware, en agosto de 2020

El 12 de junio, el New York Times informó que Harris se perfilaba como la favorita para ser la compañera de fórmula de Biden, ya que es la única mujer afroamericana con la experiencia política típica de los vicepresidentes. El 26 de junio, CNN informó que más de una docena de personas cercanas al proceso de búsqueda de Biden consideraban a Harris como una de las cuatro principales opciones para Biden, junto con Elizabeth Warren, Val Demings y Keisha Lance Bottoms.
El 11 de agosto del mismo año, Biden anunció que había elegido a Harris. Ella es la primera afroamericana, la primera estadounidense de origen hindú y la tercera mujer después de Geraldine Ferraro y Sarah Palin en ser elegida como candidata a la vicepresidencia en la fórmula de un partido importante. Harris es también la primera residente del oeste de los Estados Unidos que aparece en la lista nacional del Partido Demócrata. Harris se convirtió en vicepresidenta electa después de que Biden ganara las elecciones presidenciales de 2020.

## Vicepresidenta (2021-2025)

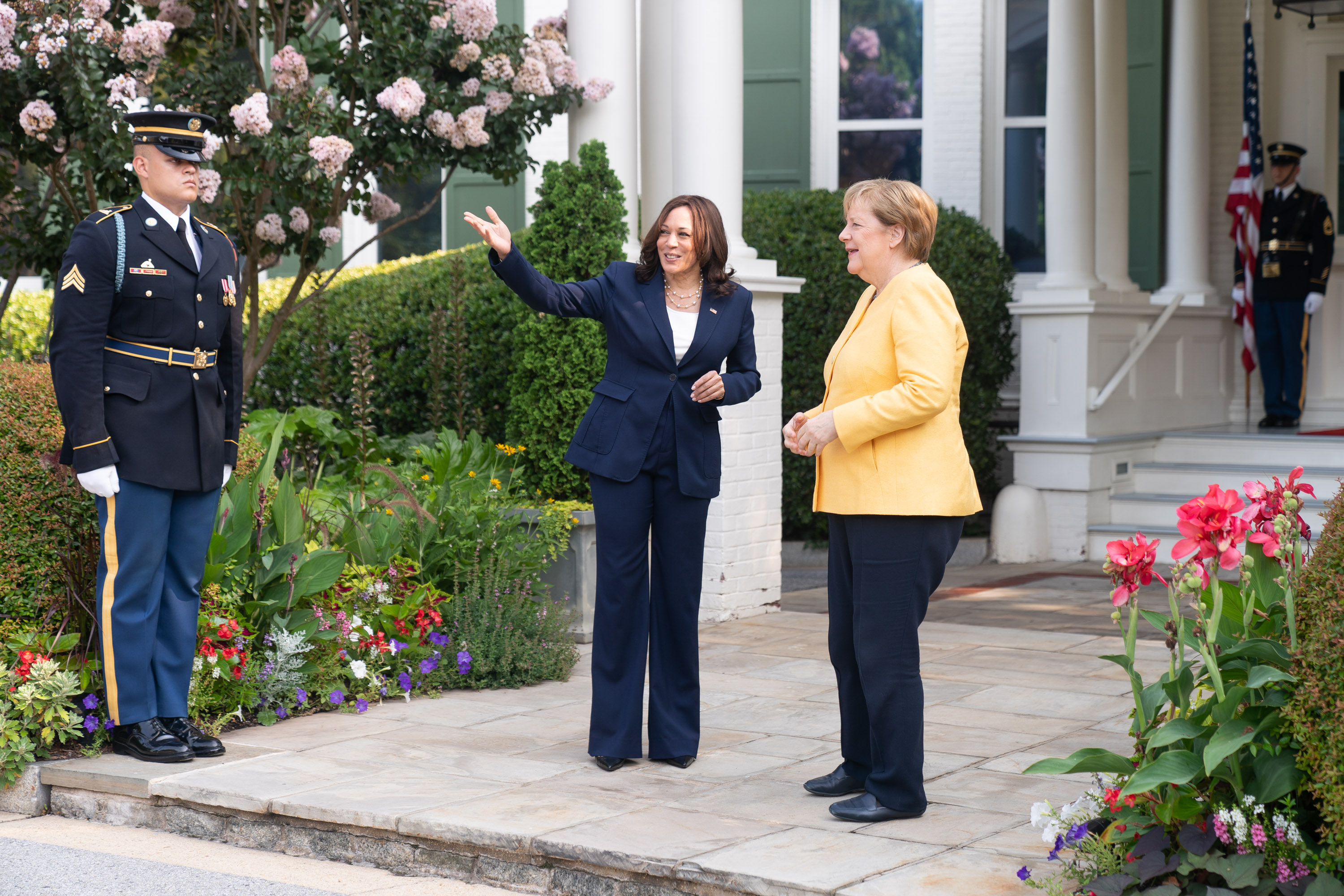
Harris junto a la canciller alemana Angela Merkel, julio de 2021

Tras la elección de Joe Biden como presidente de la nación en 2020, Harris tomó posesión de la vicepresidencia de los Estados Unidos el 20 de enero de 2021. Se convirtió en la primera mujer vicepresidenta del país, la funcionaria electa en ocupar un puesto de más alto rango en la historia de Estados Unidos, así como en la primera persona afroamericana y asiática-estadounidense en llegar a la Vicepresidencia. También es la segunda persona de color en desempeñar el cargo, habiéndole precedido durante la Administración de Herbert Hoover —entre 1929 y 1933— Charles Curtis, nativo americano y miembro de la tribu Kaw.
Harris renunció a su escaño en el Senado el 18 de enero de 2021, dos días antes de jurar como vicepresidenta. Su primer acto oficial fue la asistencia a la toma de posesión de su sucesor Alex Padilla así como a la de los senadores por Georgia Raphael Warnock y Jon Ossoff, elegidos en las elecciones de Georgia de 2021.
Cuando asumió el cargo el 20 de enero de 2021, el Senado se dividía al 50‑50 entre republicanos y demócratas; esto implicaba que Harris iba a tener que ejercer con frecuencia la potestad del voto de desempate como presidenta del Senado. Harris emitió sus dos primeros votos de desempate el 5 de febrero de 2021. En febrero y marzo, los votos dirimentes de Harris resultaron decisivos para poder aprobar el paquete de estímulos contenido en la Ley del Plan de Rescate Estadounidense de 2021 propuesta por el presidente Biden, dado que ningún senador republicano votó a favor del paquete. El 20 de julio del mismo año, Harris batió el récord de votos de desempate durante el primer año de una Vicepresidencia que ostentaba Mike Pence, al emitir su séptimo voto dirimente tras seis meses en el cargo y trece votos durante su primer año. Esto implicaba el mayor número de votos de desempate en un año en la historia de Estados Unidos, sobrepasando los doce votos de John Adams en 1790.
En abril de 2021, Harris afirmó haber tenido la última palabra en las deliberaciones previas a la decisión del presidente Biden de retirar las tropas estadounidenses de Afganistán, y comentó que el presidente «es extraordinariamente valiente» y «toma decisiones basándose en lo que realmente cree [...] es la decisión adecuada». El consejero de Seguridad Nacional Jake Sullivan afirmó que Biden «insiste en que ella esté en todas las reuniones que traten de temas importantes. Ella da su opinión en esos debates, y a menudo aporta perspectivas originales». Para 2023, Harris ha recibido una de las tasas de aprobación más bajas registradas para ningún vicepresidente de la historia.

### «Zar» de asuntos migratorios

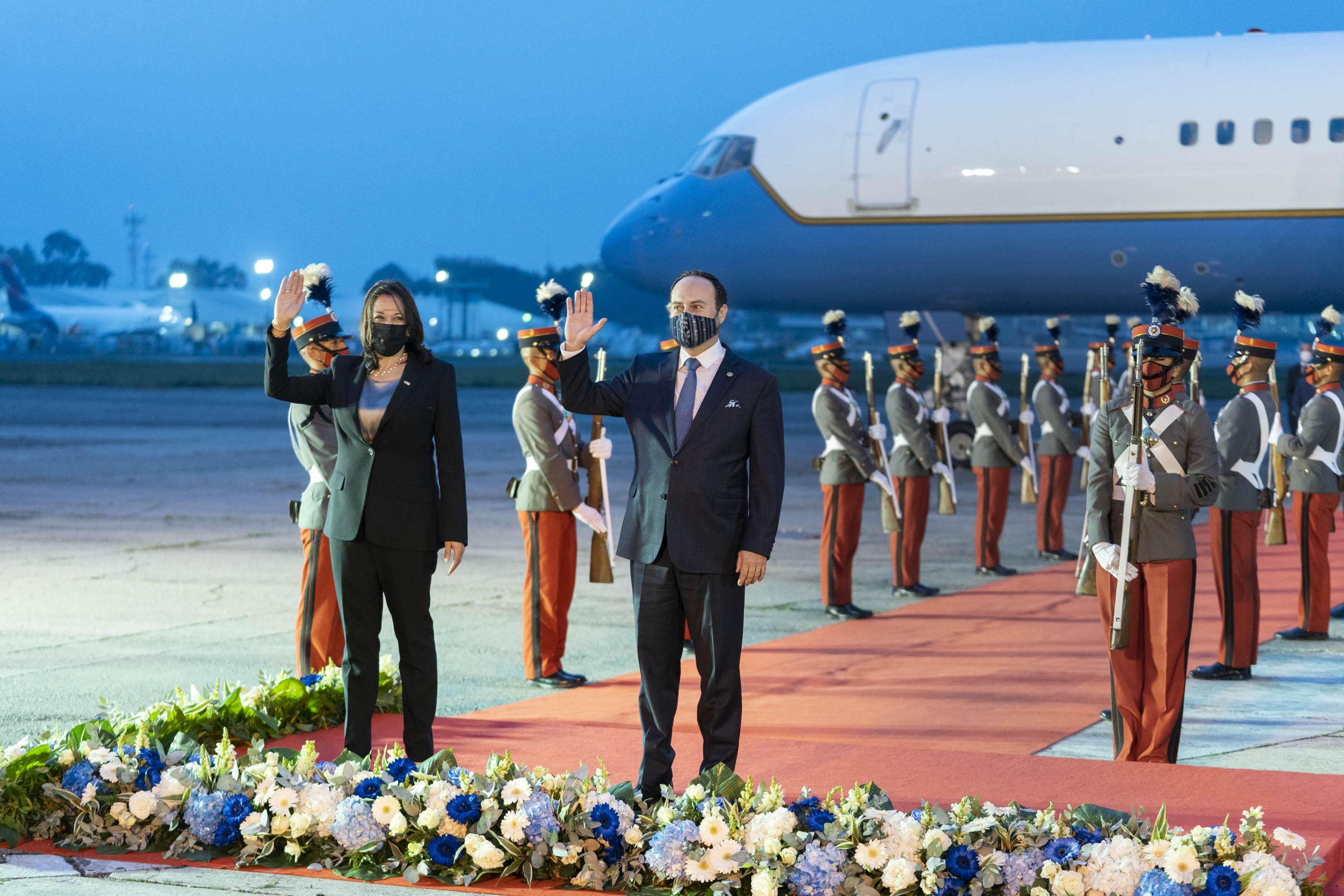
Llegada de Harris a Guatemala durante su primer viaje internacional como vicepresidente, junio de 2021.

El 24 de marzo de 2021, Biden la encargó la tarea de «frenar la migración a nuestra frontera sur» momento a partir del cual se le conoció popularmente como «zar» de migraciones.  También se le encomendó dirigir las negociaciones con México, Honduras, Guatemala y El Salvador. Harris realizó su primer viaje internacional como vicepresidente en junio de 2021, cuando visitó Guatemala y México para indagar las causas del aumento de la inmigración a Estados Unidos procedente de Centroamérica. Durante su visita, aprovechó una rueda de prensa conjunta con el presidente guatemalteco Alejandro Giammattei para lanzar un mensaje a posibles migrantes y dijo: «Quiero ser franca a todos aquellos que se planteen emprender ese viaje tan peligroso desde esta región hacia la frontera de México-Estados Unidos: no vengan». Su labor en Centroamérica llevó a la creación de grupos de trabajo sobre corrupción y tráfico de seres humanos; un programa de empoderamiento de la mujer y fondos destinados a vivienda y negocios.

### Actividades ejecutivas y política exterior

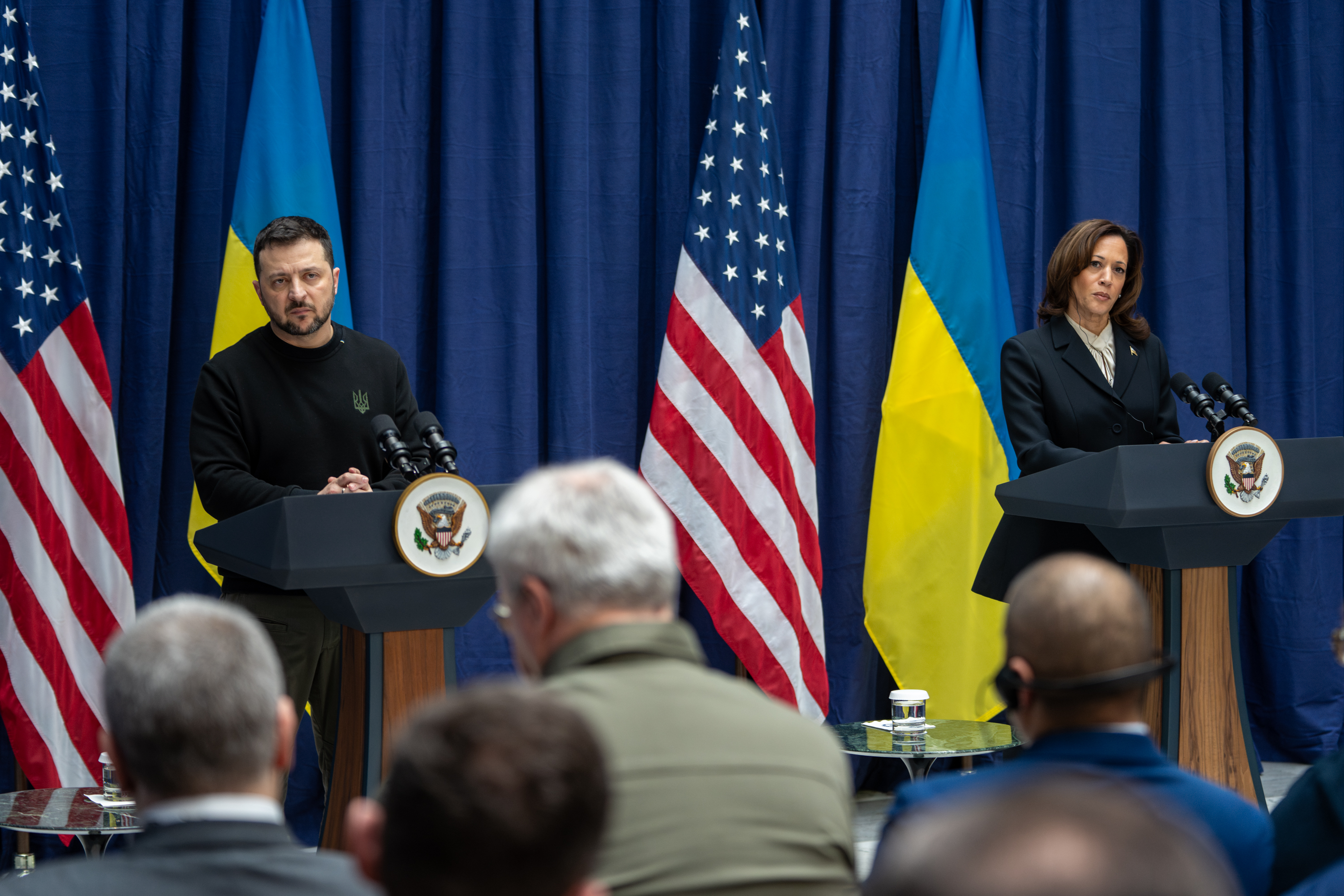
La vicepresidenta Harris en una conferencia de prensa en el Commerzbank de Múnich con el presidente ucraniano Volodímir Zelenski, en febrero de 2024.

Harris se reunió con el presidente francés Emmanuel Macron en noviembre de 2021 con el fin de estrechar lazos tras la cancelación de un programa de submarinos. En noviembre de 2022 se celebró otra reunión durante la visita de Macron a Estados Unidos, que resultó en un acuerdo para fortalecer la cooperación espacial entre Estados Unidos y Francia en los sectores civil, comercial y de seguridad nacional.
En abril de 2021, Harris dijo que era la última persona en la sala antes de que Biden decidiera retirar todas las tropas estadounidenses de Afganistán, y agregó que Biden tenía «una cantidad extraordinaria de coraje» y «tomar decisiones basadas en lo que realmente cree... que es lo correcto». El asesor de seguridad nacional Jake Sullivan dijo que Biden «insiste en que esté en todas las reuniones centrales de toma de decisiones. Ella interviene durante esas reuniones y, a menudo, brinda perspectivas únicas». El 19 de noviembre de 2021, ejerció de presidenta en funciones desde las 10:10 a las 11:35 am EST, al ser intervenido el presidente Biden de una colonoscopia. Se convertía así en la primera mujer, y en la tercera persona de la historia, en asumir la potestad del presidente de Estados Unidos según la Sección 3 de la 25.ª Enmienda. Harris asumió un «papel diplomático clave» en la administración Biden, particularmente después de la invasión rusa de Ucrania en febrero de 2022, tras lo cual fue enviada a Alemania y Polonia para conseguir apoyo para armar a Ucrania e imponer sanciones a Rusia.

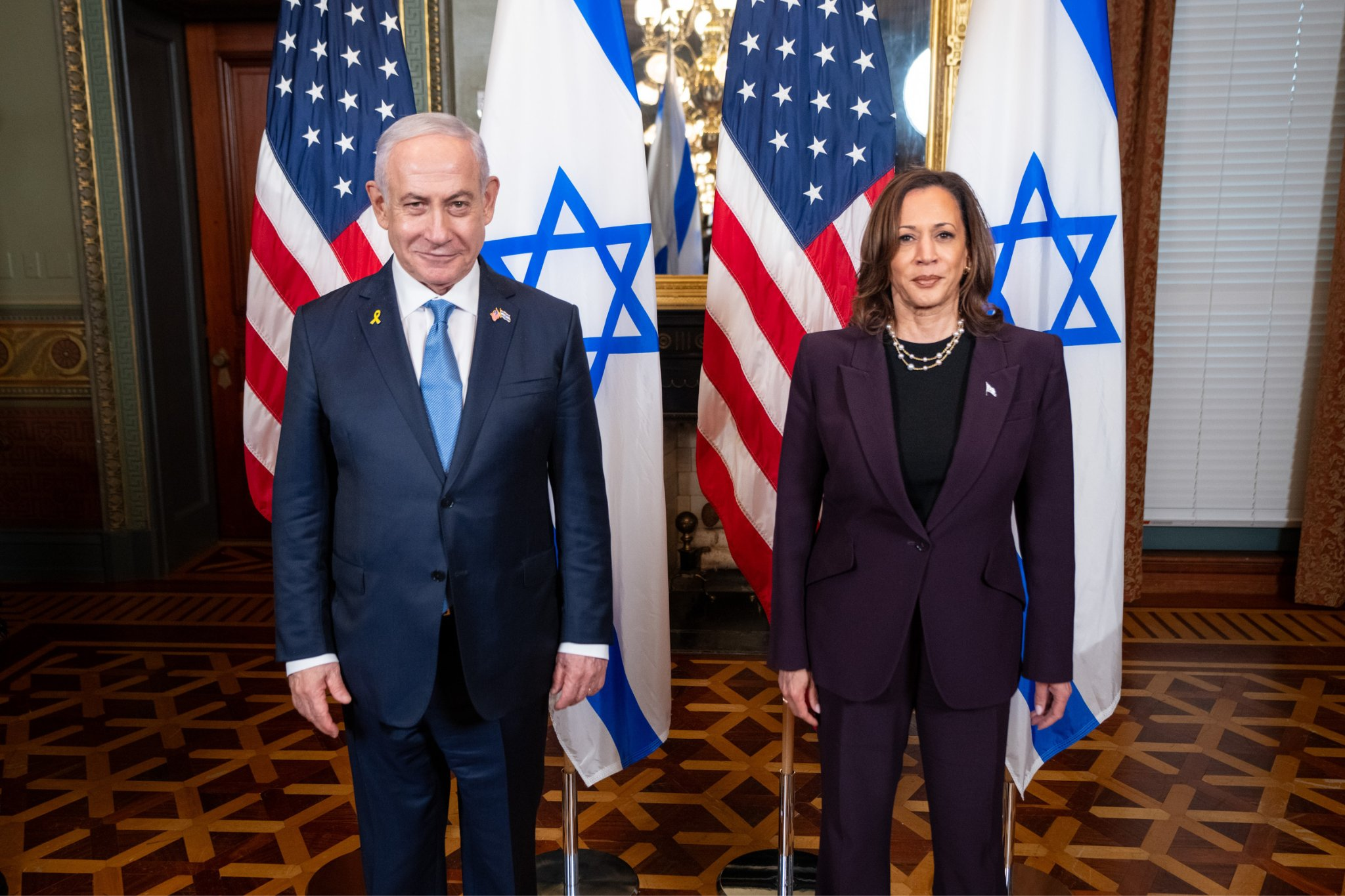
La vicepresidenta Harris se reúne con el primer ministro israelí Benjamín Netanyahu en la Casa Blanca el 25 de julio de 2024

En abril de 2023, Harris visitó el Centro de Vuelo Espacial Goddard en Maryland con el presidente surcoreano, Yoon Suk-yeol, y acordó trabajar para fortalecer la alianza espacial entre Estados Unidos y Corea del Sur. «Renovamos nuestro compromiso de fortalecer nuestra cooperación en la próxima frontera de nuestra alianza en expansión y, por supuesto, ese es el espacio», mencionó Harris en una conferencia de prensa conjunta con Yoon. En noviembre de 2023, Harris prometió que la administración Biden no impondría condiciones a la ayuda estadounidense a Israel en su guerra con Hamás en Gaza. En marzo de 2024, criticó las acciones de Israel durante la guerra y dijo: «Dada la inmensa magnitud del sufrimiento en Gaza, debe haber un alto el fuego inmediato durante al menos las próximas seis semanas... Esto permitirá sacar a los rehenes y recibir una cantidad significativa de ayuda».
Durante su mandato se han producido varios relevos entre su personal ejecutivo, como por ejemplo las salidas de su jefe de personal, jefe de gabinete, secretario de prensa, secretario de prensa adjunto, director de comunicación y redactor jefe. Según una fuente anónima, habrían dimitido tras «sentirse con frecuencia maltratados» por parte del personal de dirección. «Symone Sanders, consejera ejecutiva y portavoz jefe de Harris, rebatió dichas quejas» y defendió la gestión de su equipo, especialmente por dar oportunidades a las mujeres negras. Sanders, a su vez, renunció a su puesto en diciembre de 2021.

## Campaña presidencial de 2024
El presidente de los Estados Unidos y candidato a la reelección, el demócrata Joe Biden, anunció su retiro de la contienda electoral el 21 de julio de 2024 y ofreció su apoyo a la vicepresidente Harris para declararse candidata demócrata a la presidencia. Kamala recibió inmediatamente el apoyo de los Clinton y de Biden, así como el respaldo de la expresidente de la Cámara de Representantes, Nancy Pelosi de los senadores Bernie Sanders y Elizabeth Warren representantes del ala más izquierdista del Partido Demócrata; y de los gobernadores de Pensilvania, Josh Shapiro, de California Gavin Newsom, de Carolina del norte Roy Cooper, y la gobernadora de Míchigan Gretchen Whitmer. Sin embargo el expresidente Barack Obama declinó apoyarla y pidió «crear un proceso» para elegir «un candidato sobresaliente».
Por su parte los líderes demócratas en el Senado y la Cámara de Representantes, Chuck Schumer y Hakeem Jeffries respectivamente, anunciaron el 23 de julio su apoyo a la candidatura de Harris.
El 23 de julio recibió el apoyo de más de 1976 delegados en Convención Nacional Demócrata de agosto.
La vicepresidente inició la campaña por la candidatura presidencial el 23 de julio, en Wisconsin, donde prometió fortalecer a la clase media y defender el Estado de derecho y reprochó la postura de Donald Trump, quien, aseguró, busca todo lo contrario.
El 26 de julio, mediante un video publicado en redes sociales, Harris recibió el aval oficial del expresidente Barack Obama y de la ex primera dama Michelle Obama, con dicho respaldo, la vicepresidenta se hizo con el apoyo de todas las figuras relevantes del Partido Demócrata.
El 2 de agosto, la Comisión Nacional Demócrata anunció que Kamala Harris había obtenido de manera formal suficientes votos de los delegados demócratas para ganar la candidatura del partido a la presidencia, con lo cual se convirtió en la primera negra y la primera estadounidense de ascendencia asiática en encabezar la candidatura de uno de los dos grandes partidos políticos. Seguidamente, Harris anunció que había elegido como su candidato a vicepresidente al gobernador de Minnesota Tim Walz.
El 22 de agosto, el cuarto día de la Convención Nacional Demócrata, Harris aceptó oficialmente la candidatura demócrata a la presidencia. Harris participó en un debate con Trump el 10 de septiembre; se informó ampliamente de que Harris ganó el debate.
La campaña de Harris empleó manipulación de masas con medios digitales, según CNN.

## Vida personal

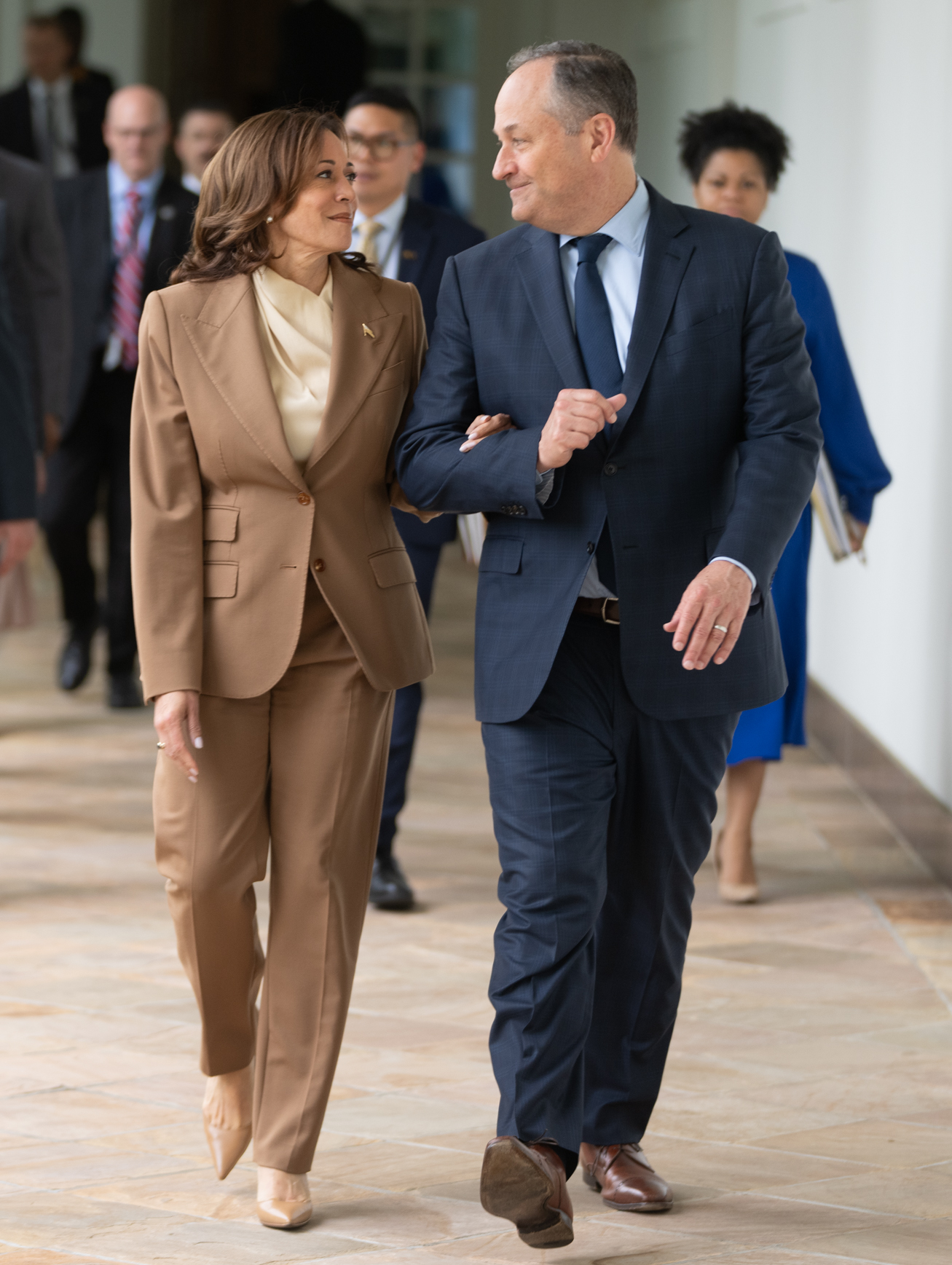
La vicepresidenta Kamala Harris y su marido Doug Emhoff en la Casa Blanca el 9 de mayo de 2024

Está casada con el abogado de California Douglas Emhoff, que fue socio a cargo de Venable LLP en su oficina de Los Ángeles.  Se casaron el 22 de agosto de 2014, en Santa Bárbara (California) en un rito judío. El Washington Post reportó sus ingresos de 2018 como 1.9 millones de dólares. Tiene dos hijastros adultos. Ha recibido títulos honorarios de la Universidad Howard (2012), la Universidad del Sur de California (2015), y la Universidad Howard (2017).
Es bautista, miembro de la Tercera Iglesia Bautista en San Francisco. También es propietaria de un arma de fuego, que adquirió durante sus tiempos como fiscal.
Su hermana, Maya Harris, trabaja como analista política de MSNBC, y su cuñado, Tony West, es consejero general de Uber y exfuncionario del Departamento de Justicia de los Estados Unidos.

## Publicaciones
Ha escrito dos libros de género social y político, y un libro infantil. The Truths We Hold: An American Journey en 2019, Smart on a Crime (2009). El libro infantil Superheroes Are Everywhere ISBN 1984837494. En 2020 publicó Las verdades que sostenemosː un viaje a América. También escribió la introducción para Christine Blasey Ford cuando esta fue incluida dentro de las 100 personas más influyentes seleccionadas por la revista Time en 2019.